# Hestereje
Hesterejen (Crangon crangon) kaldes også sandhest, sandreje eller almindelig hestereje og er et tibenet krebsdyr i gruppen Caridea. Den lever i det nordøstlige Atlanterhav og er almindelig i Danmark, hvor den bliver op til 7,5 centimeter lang. Hesterejen ses ofte i meget stort tal på ren sandbund på lavt vand langs kysterne.

## Levevis
De unge hesterejer lever især af alger, slikkrebs, vandlopper og larver af rurer, mens de større hesterejer tager børsteorme, tanglopper og pungrejer. Når hesterejen ikke jager, ligger den ofte nedgravet i sandbunden, så kun øjne og de lange følehorn er synlige. Hesterejens naturlige fjender er bl.a. torsk, ål, havørred og skrubber.

## Yndet spise
Hesterejen er en yndet spise i Tyskland, Nederlandene og især Belgien, men muligvis på grund af dens grå farve spises den sjældent i Danmark. Navnet hestereje fortæller netop, at denne reje ikke er en lige så oplagt spise som de større og mere kødfulde fjordrejer, da man i gamle dage brugte at sætte forleddet heste- foran madvarer af ringere værdi. Andre eksempler er: Hestemakrel og hestekastanje.